# 処刑教室 (1982年の映画)
『処刑教室』（しょけいきょうしつ 原題：Class of 1984）は、1982年制作のカナダのアクション映画。マーク・L・レスター監督（兼・脚本・製作総指揮）。無名時代のマイケル・J・フォックスが出演している。
なお、2008年の映画『処刑教室』は、邦題が同じというだけで、全く無関係の作品である。

## あらすじ
1984年、“暴力学園”としてその悪名をとどろかしているエイブラハム・リンカーン高校に、音楽教師としてアンディ・ノリスが赴任してくる。
ノリスはコリガンをはじめとする同僚の教師たちが皆、護身用に銃を持っている事に驚く。高校はステッグマン率いる不良グループに牛耳られており、教師たちは銃を所持しなければならないほどまでに身の危険にさらされていたのだ。
ステッグマンたちは早速ノリスに目を付け、妨害を開始。ノリスは彼らを無視して淡々と授業を行う一方でコンサートの準備を進めるが、彼の身重の妻ダイアンにまで危害が加えられるに及んで、ついに対決を余儀なくされる。

## キャスト
| 役名                   | 俳優                       | 日本語吹替 |
| ---------------------- | -------------------------- | ---------- |
| アンディ・ノリス       | ペリー・キング             | 佐々木功   |
| テリー・コリガン       | ロディ・マクドウォール     | 樋浦勉     |
| ピーター・ステッグマン | ティモシー・ヴァン・パタン | 沖田浩之   |
| ダイアン・ノリス       | メリー・リン・ロス         | 来路史圃   |
| 校長                   | デヴィッド・ガードナー     | 嶋俊介     |
| 警部                   | アル・ワックスマン         | 飯塚昭三   |
| バーンヤード           | キース・ナイト             | 玄田哲章   |
| ドラッグストア         | ステファン・アーングリム   | 二又一成   |
| パッツィ               | リサ・ラングロワ           | 勝生真沙子 |
| ファロン               | ニール・クリフォード       |            |
| アーサー               | マイケル・J・フォックス    | 塩屋翼     |

- 1984年9月8日、フジテレビ「ゴールデン洋画劇場」TV初放送。